# Colmán de Cloyne

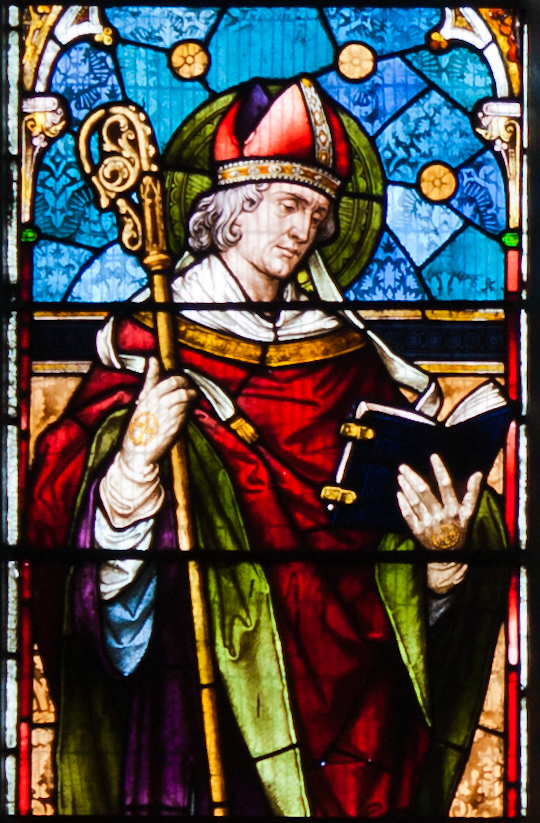
Detalle de la vidriera situada detrás del altar, realizada por Mayer&Co., en 1886, que representa a San Colmán de Cloyne.

San Colmán de Cloyne (530 – 606), también Colmán mac Léníne, fue un monje, fundador y patrón de Cluain Uamha, ahora Cloyne, condado de Cork, Irlanda, y uno de los primeros poetas irlandeses que escribieron en irlandés.

## Fondo
Las genealogías irlandesas generalmente coinciden en que Colmán tuvo un padre llamado Lénín, a través del que parece descender de los Rothrige, un oscuro grupo poblacional, identificado en otros lugares como súbdito de los Déisi de Munster. Las genealogías irlandesas, sin embargo, asocian el linaje de Colmán con los Éoganachta, la principal dinastía gobernante en Munster. Esto se documenta mediante un registro genealógico que identifica específicamente a Mac Léníni y Mac Duinich como sub-ramas de Rothrige (aunque no nombra a Colmán), al hacer al progenitor epónimo Eochaid Rothán hijo de Mug Nuadat, antepasado de los Éoganacht. Las genealogías del santo luego llegan a rastrear la ascendencia de Colmán hasta Mug Nuadat a través de siete generaciones. Esta prominencia otorgada a la Éoganachta en las genealogías debe verse a la luz de la carrera monástica de Colmán y la posición de Cloyne después de su muerte.
El texto Conall Corc and the Corco Loígde incluye una breve tríada en la que se nombra a Colmán como uno de los tres "ex-laicos" ( athláich ) de Irlanda, junto con Énna de Aran y Móchammac de Inis Celtra (aunque también añade un cuarto, obispo Erc en Sláne de Mag Breg). Se ha interpretado que el uso de la palabra athláech aquí sugiere que Colmán se convirtió en clérigo a una edad algo posterior a la habitual en ese momento. La tradición posterior afirma que fue el santo de Connacht Brendan de Clonfert quien finalmente lo convenció de hacerlo.

## Cloyne
Colmán es recordado como fundador del monasterio de Cluain Uama, ahora Cloyne (Co. Cork, Irlanda), en Munster, que se encontraba en el reino de Uí Liatháin y Uí Meic Caille, un septo del primero. La leyenda de origen Conall Corc y el Corco Loígde afirma que los terrenos en los que se fundó Cloyne fueron entregados por Coirpre (Crom) mac Crimthainn (d. c . 580), rey de Munster de los Eóganacht Glendamnach :
Coirpre mac Crimthainn fue quien entregó Cloyne a Dios ya Colman mac Colcon que también se llama Mac Lénéne y Aired Cechtraige y Cell Náile. Por ello, ellos [los Eoganacht Glendamnach] tienen derecho al gobierno secular.
Aired Cechtraige se ha identificado como la posterior parroquia de Erry en la baronía de Middlethird, y Cell Náile como la de Killenaule, en la baronía de Ardagh, ambas en la diócesis de Cashel.
El mismo texto alude a enfrentamientos de Colmán con otros gobernantes. Se dice que Colmán y sus hermanos fueron expulsados de Maethalach por Máel Umai, hijo del hermano de Coirpre, Fiachna Onchind, por lo que sus descendientes quedaron excluidos para siempre del gobierno real. En el mismo texto, se dice también que Colmán lanzó una maldición (maledictio) que derribó las murallas de la ciudad de Ress o Ressad . Según Paul MacCotter, Ress(ad) parece ser "un nombre arcaico para Uí Chairpre o una de sus divisiones", siendo Uí Chairpre una importante rama de los Uí Fidgenti de Limerick.
Cloyne parece haber sido su primer asentamiento. La catedral y la torre redonda se elevan sobre una prominencia calcárea en medio del valle, rodeada de praderas. En la roca se encuentra la cueva que se extiende en varios ramales bajo tierra, de donde deriva el nombre del pueblo. Se supone que Colman se estableció aquí como lugar seguro y aún se podían ver en 1813 los restos de su primitivo oratorio, conocido como Capilla de Colman. También se cree que Colmán fundó un monasterio que se convertiría en la abadía de Killagha en Kerry .
No están documentados otros detalles de su vida por escrito, pero su conexión con numerosos lugares de los condados de Cork y Limerick hasta el día de hoy demuestra la realidad de sus trabajos. Las Tríadas del siglo X describen a Cloyne como una importante facultad de derecho.

## Poeta
Se le atribuían extraordinarias dotes poéticas, siendo llamado por sus contemporáneos "poeta real de Munster". Varios de sus poemas en irlandés aún se conservan, en particular un panegírico métrico sobre San Brendan. Colgan menciona también una vida métrica de San Senan escrita por él.
Es incierto si fue educado en el cristianismo, pero lo que sí es seguro es que fue formado y llegó a ser bardo o file, lo que requería un entrenamiento específico (para llegar al nivel más alto de file se requerían 12 años de estudio). Como miembro de la clase de los filí, pasó a formar parte de la corte de Cashel donde permaneció hasta los 48 años aproximadamente. En 570, se dice que él y San Brendan de Clonfert resolvieron una disputa por el trono de Cashel y Aodh Caomh fue reconocido como rey, el primer rey cristiano de Cashel. El Rey fue instalado por San Brendan. Durante la coronación, Colman y algunos otros encontraron el santuario perdido de Ailbhe de Emly. Brendan proclamó que no sería correcto que las manos que habían sostenido esta sagrada reliquia fueran profanas en adelante, por lo que el hijo de Leinin se ofreció a sí mismo a Dios. Brendan lo bendijo y le dio el nombre de Colmán, que es un diminutivo de Colm. La palabra gaélica colm corresponde al latín columba (paloma).
Colman asistió a continuación a la escuela de San Iarlaithe de Tuam y, después de sus estudios, aparece predicando a la población pagana del este del condado de Cork. Se le describe como un "presbítero religioso y santo, que luego se convirtió en un obispo famoso". El Príncipe de Déise, en el actual Condado de Waterford, presentó a su hijo a Colman para que lo bautizara. Colman lo bautizó e instó a sus padres a educarlo la fe cristiana. Este niño sería el futuro San Declan .
Colman recibió iglesias en Erry y Killenaule (a 6 y 12 kilómetros de Cashel respectivamente) por Coirpre Cromm mac Crimthainn, Rey de Munster, así como tierras en Cloyne. Bien puede ser que las tierras de Cloyne (Cluain Uama, el césped de la cueva), fueran tierras conquistadas y para evitar la posibilidad de reconquista fueran entregadas a la iglesia. La propiedad de Cloyne era grande y contenía algunas de las mejores tierras de la zona.
Tras la muerte del rey (c. 580), Colman se vio envuelto en una lucha entre los descendientes de Coirpre en la que, mientras fue perseguido por algunos, otros, los antepasados de los futuros reyes, lo protegerían.

### Obras supervivientes
Su obra superviviente se sitúan entre 565 y 604, y se encuentran entre los primeros ejemplos de escritura irlandesa en alfabeto latino. Se suele creer que compuso Luin oc laib, un poema en alabanza a Domnall mac Muirchertaig (¿m. 566?), rey de Tara y otro poema sobre la muerte de Áed Sláine (m. 604), rey de los UÍ Néill, aunque este no se conserva íntegro.

## Veneración
Murió el 24 de noviembre (fecha de su conmemoración), alrededor del año 600, y probablemente fue enterrado en Cloyne, donde pudo haber dejado una escuela de poesía. Los calendarios son unánimes en fechar su muerte el 24 de noviembre. Es Patrono de la Diócesis de Cloyne y de su catedral en Cóbh.
Otro San Colman también es venerado el mismo día, como lo registra San Aengus en su "Felire": – Mac Lenine el excelentísimo Con Colman de Duth-chuilleann. San Colman vivió en una época de la que se conservan muy pocos testimonios escritos. La imagen recibida de Colman Mac Leinin nos llega de las hagiografías de los siglos XIX y XX.